# Култышев, Артём Сергеевич
Артём Серге́евич Култышев (укр. Артем Сергійович Култишев; 26 марта 1984, Днепропетровск, Украинская ССР, СССР) — украинский футболист, полузащитник.

## Биография
Артём родился 26 марта 1984 года в Днепропетровске, но из-за ошибки у него в документах у него указанно 28 марта.
В ДЮФЛ выступал за днепропетровский «Днепр». В 2001 году выступал в любительском чемпионате Украины за «Орион» из Днепропетровска и провёл 9 матчей в которых забил 3 гол. Затем играл за команду «Уголёк» из Донецкой области во Второй лиге Украины. Всего за команду он провёл 19 матчей. После играл за херсонский «Кристалл», также во Второй лиге, в команде он провёл 28 матчей и забил 2 мяча.
Летом 2005 года перешёл в клуб «Севастополь», вместе Сергеем Пучковым который до этого был главным тренером «Кристалла». В своём первом сезоне в «Севастополе», Артём вместе с командой стал бронзовым призёром Второй лиги. В следующем сезоне 2006/07 «Севастополь» смог стать победителем Второй и выйти в Первую лигу.
В январе 2009 года побывал на просмотре в симферопольской «Таврии», где тренером был Сергей Пучков. 2 июня 2010 года в выездном матче против «Львова» (0:1), Култышев забил гол который вывел «Севастополь» в Премьер-лигу Украины. В сезоне 2009/10 «Севастополь» смог стать победителем Первой лиги Украины и выйти в Премьер-лигу. В Премьер-лиге дебютировал 9 июля 2010 года в выездном матче против луганской «Зари» (0:0).
В январе 2011 года прибыл на просмотр в польскую «Краковию», вместе со своим одноклубником из «Севастополя» Юрием Плешаковым. Также в начале 2011 года был на просмотре в клубе украинской первой лиги «Нефтяник-Укрнефть».

## Достижения
- Победитель Первой лиги Украины (1): 2009/10
- Победитель Второй лиги Украины (1): 2006/07
- Бронзовый призёр Второй лиги Украины (1): 2005/06